# List (singel Edyty Górniak)
List – drugi singel promujący album E·K·G, promowany teledyskiem, wydany w październiku 2007 roku. Utwór jest coverem kompozycji "I Surrender" nagranej przez Céline Dion i wydanej na albumie A New Day Has Come.

## Informacje ogólne
Format:     CD, Single, Promo
Style:     Ballada
Wydany przez : Agora SA, EG. Production

## Lista utworów
1. List (4:32)

## Twórcy
- tekst i muzyka - Sam Watters
- polskie słowa, wokal - Edyta Górniak
- perkusja, bas, gitara kalsyczna, programowanie instrumentów klawiszowych - Dariusz Krupa
- fortepian - Marcin Masecki
- orkiestra - Warmia and Mazury F.Nowowiejski Philharmonic Orchestra in Olsztyn
- dyrygent - Wojciech Gogolewski
- realizacja, aranżacja, mix i produkcja muzyczna - Dariusz Krupa (AII Studio)
- realizacjia wokali, mix - Ryszard Szmit (Pro'Studio)

## Teledysk
- reżyser - Mirosław Kuba Brożek
- dom produkcyjny - Trygon Film
- premiera - 18 października 2007
- nagrody - nominacja do Nagród Polskich Melomanów 2007 (kategoria Teledysk Roku)